# Ojo
Pour les articles homonymes, voir Ojo (homonymie).
Ojo est une zone de gouvernement local de l'État de Lagos au Nigeria. C'est un ancien royaume.

## Localisation et caractéristiques
Ojo est situé sur la section orientale de la route côtière trans-ouest africaine, à environ 37 km à l'ouest de Lagos. 
Elle fait partie de la région métropolitaine de Lagos. C'est une commune essentiellement résidentielle, bien qu'elle abrite quelques marchés importants, notamment le marché international d'Alaba, le marché aux bestiaux d'Alaba (Alaba Rago), l'ancien complexe de la foire internationale de Lagos et le marché d'Iyana-Iba.
L'université d'État de Lagos, ou LASU (Lagos State University), créée en 1983, y est également située.